# Diocesi di Platea
La diocesi di Platea (in latino Dioecesis Plataeaënsis) è una sede soppressa e sede titolare della Chiesa cattolica.

## Storia
Platea, corrispondente alla cittadina greca di Plataies, è un'antica sede vescovile della Grecia, suffraganea dell'arcidiocesi di Tebe.
Michel Le Quien attribuisce a questa antica diocesi tre vescovi: Atenodoro, che partecipò al concilio di Sardica nel 343/344; Domnino, che partecipò al cosiddetto brigantaggio di Efeso del 449 e al concilio di Calcedonia del 451; Plutarco, che sottoscrisse la lettera dei vescovi della regione all'imperatore Leone (458) in seguito all'uccisione del patriarca alessandrino Proterio, e che l'anno successivo partecipò al sinodo indetto a Costantinopoli dal patriarca Gennadio contro i simoniaci.
Dal XVII secolo Platea è annoverata tra le sedi vescovili titolari della Chiesa cattolica; la sede è vacante dal 24 dicembre 1965.
I titolari del XVII e XVIII secolo erano tutti vicari apostolici per i fedeli di rito bizantino del regno di Croazia (oggi eparchia di Križevci).

## Cronotassi

### Vescovi greci
- Atenodoro † (menzionato nel 343/344)
- Domnino † (prima del 449 - dopo il 451)
- Plutarco † (prima del 458 - dopo il 459)

### Vescovi titolari
- Pavao Zorčić, O.S.B.M. † (20 novembre 1671 - 23 gennaio 1685 deceduto)
- Marko Zorčić † (20 febbraio 1688 - ?)
- Isaija Popović, O.S.B.M. † (5 novembre 1689 - 1699 deceduto)
- Gabrijel Turčinović, O.S.B.M. † (13 agosto 1701 - ?)
- Grgur Jugović, O.S.B.M. † (20 giugno 1709 - ?)
- Rafael Marković, O.S.B.M. † (1º gennaio 1712 - ?)
- Georg Vučinić, O.S.B.M. † (25 aprile 1729 - ?)
- Teophil Pašić, O.S.B.M. † (30 agosto 1738 - ?)
- San José María Díaz Sanjurjo, O.P. † (5 settembre 1848 - 20 luglio 1857 deceduto)
- Józef Maksymilian Staniewski † (27 settembre 1858 - 1871 deceduto)
- Ferdinand Périer, S.I. † (10 agosto 1921 - 23 giugno 1924 succeduto arcivescovo di Calcutta)
- Sebastião Tomás, O.P. † (18 dicembre 1924 - 19 dicembre 1945 deceduto)
- Juan Carlos Aramburu † (7 ottobre 1946 - 28 agosto 1953 nominato vescovo di Tucumán)
- Louis Marie Galibert, T.O.R. † (27 aprile 1954 - 24 dicembre 1965 deceduto)